# Antti Tulenheimo
Antti Agathon Tulenheimo (Kangasala, 4 dicembre 1879 – Helsinki, 3 settembre 1952) è stato un politico finlandese.

## Biografia
Dopo gli studi in giurisprudenza divenne prima docente all'università di Helsinki e dal 1944 divenne rettore della stessa sede scuola. Ebbe anche una parentesi strettamente politica che lo vide anche Primo ministro della Finlandia, il tutto sino al 31 dicembre 1925, quando decise di ritirarsi dalla politica nazionale.